# Березуцький Василь Володимирович
Васи́ль Володи́мирович Березу́цький (нар. 20 червня 1982, м. Москва, РРФСР) — колишній російський футболіст, захисник, відомий виступами за «Торпедо-ЗІЛ», московський ЦСКА та збірну Росії. Заслужений майстер спорту Росії (2005). Капітан збірної Росії в 2014 і 2016 роках.
Шестиразовий чемпіон Росії, семиразовий володар Кубка Росії, шестиразовий володар Суперкубка Росії. Володар Кубка УЄФА 2004/05. Бронзовий призер чемпіонату Європи з футболу 2008 року.

## Біографія

### Клубна кар'єра
Народився у Москві, де й почав робити перші кроки у футболі, займаючись у спортивній школі «Зміна» під керівництвом Володимира Лопандіна. Разом з Василем спортивну школу відвідував і його брат-близнюк Олексій, який у майбутньому став партнером Василя по захисту у ЦСКА та збірній Росії. Однак захоплення футболом швидко пройшло, до того ж «Зміна» вилетіла з вищої ліги дитячо-юнацької першості і перспектив у цьому виді спорту хлопці для себе не бачили, тому прийняли рішення зайнятися баскетболом. Вмовив їх продовжити заняття футболом Володимир Кобзєв, що запросив братів Березуцьких до школи московського «Торпедо».

У новому клубі у хлопців все одразу стало виходити — повз дублюючий склад вони почали залучатися до тренувань основної групи гравців «Торпедо-ЗИЛ» ще за півтора року до випуску з ДЮСШ. Тренер автозаводців Борис Ігнатьєв не часто випускав талановитих молодих гравців на поле, бо команда саме боролся за вихід до вищого дивізіону, проте саме завдяки цим рідким появам на полі вони могли осягнути усі особливості дорослого футболу. Вдалося виконати завдання з підвищення у класі торпедівцям лише через рік, проте після такого вдалого сезону футбольні шляхи братів на деякий час розійшлися.

Маючи пропозиції від багатьох клубів, серед яких були і «Динамо», і «Локомотив», і деякі інші, Василь вирішив все ж залишитися у «Торпедо-ЗИЛ» і провів досить потужний сезон у прем'єр-лізі, з'являючись на полі у переважній більшості матчів чемпіонату. Новий тренер москвичів Євген Кучеревський вирішив перевести Березуцького з опорної зони до захисту і не помилився. Надійною та цікавою грою Василь привернув до себе увагу тренерського штабу московського ЦСКА, куди запросили і його, і брата, що саме перебував у оренді в новоросійському «Чорноморці».

Дебютував у футболці нової команди молодий захисник 17 червня 2002 року у матчі з «Крилами рад». Однак перший сезон у складі армійці був невдалим — через травму Василь провів лише два матчі у червоно-синій формі. А вже з наступного року трофеї посипалися на братів як з рогу достатку. Медалі чемпіонату Росії, Кубки, Суперкубки — без них не обходився жоден сезон починаючи з 2003 року. Проте найбільшим успіхом було завоювання Кубку УЄФА, що стало історичною подією для всього російського футболу.

1 серпня 2010 року Василь у матчі чемпіонату Росії зі «Спартаком» на 72-й хвилині матчу за рахунку 0:0 забив м'яч у власні ворота, однак після цього армійці двічі засмутили голкіпера «Спартака» і зрештою перемогли. Після матчу його Олексій жартома зазначив, що брат своїм автоголом змусив прокинутись команду, що «увесь другий тайм проспала».
А 22 листопада 2011 року у матчі групового етапу Ліги Чемпіонів 2011/12 проти французького «Лілля» Василь Березуцький на початку другого тайму знову відправив м'яч до власних воріт, чим поклав початок загальній поразці армійців з рахунком 0:2.
Однак всього лиш через два тижні захисник ЦСКА став справжнім героєм, забивши вирішальний м'яч у ворота міланського «Інтера», завдяки якому ЦСКА отримав право грати у плей-офф Ліги Чемпіонів.
29 квітня 2018 року провів свій 400-й матч у чемпіонатах Росії, вийшовши на поле в матчі проти «Зеніта» (0:0).
Влітку 2018 завершив футбольну кар'єру.

### Виступи у збірній
Василь Березуцький дебютував у національній команді Росії 7 червня 2003 року у матчі проти збірної Швейцарії (2:2). Однак, зігравши два поєдинки у тому році, тривалий час не з'являвся на полі у червоно-білій формі. Лише починаючи з 2005 року Василь став основним гравцем збірної Росії, без якого важко було уявити захисні редути національної команди.

Першим забитим м'ячем у збірній відзначився 8 вересня 2007 року у поєдинку з командою Македонії (3:0). А вже наступного року разом з партнерами здобув бронзові нагороди Євро-2008.
На чемпіонаті світу 2014 року став капітаном команди. У цій же якості вивів збірну на перший матч чемпіонату Європи 2016 (проти англійців), в якому відзначився голом наприкінці гри, чим врятував свою команду від поразки. У березні 2017 року оголосив про припинення виступів за збірну, через рік офіційно заявив про завершення кар'єри в збірній .

## Кар'єра тренера
У листопаді 2018 року разом з братом отримав пропозицію увійти до тренерського штабу нідерландського футбольного клубу «Вітесс» , який очолював колишній тренер ЦСКА Леонід Слуцький. 
27 січня 2020 року разом з братом були призначені заступниками генерального директора ЦСКА (Москва). 7 серпня 2020 увійшов до тренерського штабу ЦСКА. 14 квітня 2021 року покинув клуб.
20 квітня 2021 року ввійшов до тренерського штабу «Краснодара».
25 листопада 2024 року Березуцький підписав контракт на 2,5 роки з азербайджанським клубом «Сабах», ставши головним тренером команди. 14 червня 2025 року контракт Березуцького з «Сабахом» було розірвано за обопільною згодою.

## Досягнення

### Гравець
Командні трофеї
- Чемпіон Росії (6):

ЦСКА (Москва): 2003, 2005, 2006, 2012–13, 2013–14, 2015–16
- Володар Кубка Росії (7):

ЦСКА (Москва): 2001–02,2004–05, 2005–06, 2007–08, 2008–09, 2010–11, 2012–13
- Володар Суперкубка Росії (6):

ЦСКА (Москва): 2004, 2006, 2007, 2009, 2013, 2014
- Володар Кубка УЄФА (1):

ЦСКА (Москва): 2004–05
Досягнення у збірній
- Бронзовий призер Чемпіонату Європи (2008)

Особисті здобутки
- Заслужений майстер спорту Росії (2005)
- Кавалер «Ордена Дружби» (2006)[13]
- У списках «33 найкращих футболістів чемпіонату Росії» (6): № 1 (2005,2006,2010); № 2 (2009); № 3 (2007, 2008)

### Тренер
- Володар Кубка Азербайджану (1):

«Сабах»: 2024–25

## Цікаві факти
- Брати Березуцькі протистояли один-одному у офіційних матчах лише одного разу. Це сталося у 2001 році, коли Василь захищав кольори «Торпедо-ЗИЛ», а Олексій виступав за новоросійський «Чорноморець».
- Василь Березуцький став обличчям комп'ютерної гри FIFA 12[14].

## Особисте життя
Брат — Олексій — професійний футболіст, грає у складі московського ЦСКА та збірної Росії.

У жовтні 2009 року Василь Березуцький одружився. Його обраницю звуть Ольгою. 27 квітня 2010 року в них народився син Володимир, а 28 жовтня 2016 року — донька Анастасія.

## Статистика виступів

### Статистика клубних виступів
| Сезон                   | Команда                 | Чемпіонат               | Чемпіонат | Чемпіонат | Національний кубок | Національний кубок | Національний кубок | Континентальні кубки | Континентальні кубки | Континентальні кубки | Інші змагання | Інші змагання | Інші змагання | Усього | Усього |
| Сезон                   | Команда                 | Ліга                    | Ігор      | Голів     | Ліга               | Ігор               | Голів              | Ліга                 | Ігор                 | Голів                | Ліга          | Ігор          | Голів         | Ігор   | Голів  |
| ----------------------- | ----------------------- | ----------------------- | --------- | --------- | ------------------ | ------------------ | ------------------ | -------------------- | -------------------- | -------------------- | ------------- | ------------- | ------------- | ------ | ------ |
| 2000                    | «Торпедо-ЗІЛ»           | ПД                      | 3         | 0         | КР                 | 0                  | 0                  | -                    | -                    | -                    | -             | -             | -             | 3      | 0      |
| 2001                    | «Торпедо-ЗІЛ»           | ПД                      | 26        | 0         | КР                 | 2                  | 0                  | -                    | -                    | -                    | -             | -             | -             | 28     | 0      |
| Усього за «Торпедо-ЗІЛ» | Усього за «Торпедо-ЗІЛ» | Усього за «Торпедо-ЗІЛ» | 29        | 0         |                    | 2                  | 0                  |                      | -                    | -                    |               | -             | -             | 31     | 0      |
| 2002                    | ЦСКА (Москва)           | ПЛ                      | 2         | 0         | КР                 | 0                  | 0                  | КУЄФА                | 0                    | 0                    | -             | -             | -             | 2      | 0      |
| 2003                    | ЦСКА (Москва)           | ПЛ                      | 23        | 0         | КР                 | 1                  | 0                  | ЛЧ                   | 1                    | 0                    | СКР           | 1             | 0             | 26     | 0      |
| 2004                    | ЦСКА (Москва)           | ПЛ                      | 6         | 0         | КР                 | 1                  | 0                  | ЛЧ+КУЄФА             | 5+9                  | 0+2                  | СКР           | 0             | 0             | 21     | 2      |
| 2005                    | ЦСКА (Москва)           | ПЛ                      | 27        | 2         | КР                 | 7                  | 0                  | КУЄФА                | 5                    | 0                    | СУ            | 1             | 0             | 40     | 2      |
| 2006                    | ЦСКА (Москва)           | ПЛ                      | 26        | 1         | КР                 | 7                  | 0                  | ЛЧ+КУЄФА             | 6+2                  | 0                    | СКР           | 1             | 0             | 42     | 1      |
| 2007                    | ЦСКА (Москва)           | ПЛ                      | 26        | 1         | КР                 | 4                  | 0                  | ЛЧ                   | 5                    | 0                    | СКР           | 1             | 0             | 36     | 1      |
| 2008                    | ЦСКА (Москва)           | ПЛ                      | 28        | 0         | КР                 | 5                  | 0                  | КУЄФА                | 9                    | 0                    | -             | -             | -             | 42     | 0      |
| 2009                    | ЦСКА (Москва)           | ПЛ                      | 28        | 2         | КР                 | 3                  | 0                  | ЛЧ                   | 10                   | 1                    | СКР           | 1             | 0             | 42     | 3      |
| 2010                    | ЦСКА (Москва)           | ПЛ                      | 22        | 0         | КР                 | 1                  | 0                  | ЛЄ                   | 11                   | 0                    | СКР           | 1             | 0             | 35     | 0      |
| 2011–12                 | ЦСКА (Москва)           | ПЛ                      | 36        | 0         | КР                 | 5                  | 0                  | ЛЧ                   | 8                    | 1                    | СКР           | 1             | 0             | 50     | 1      |
| 2012–13                 | ЦСКА (Москва)           | ПЛ                      | 29        | 0         | КР                 | 1                  | 0                  | ЛЄ                   | 2                    | 0                    | -             | -             | -             | 32     | 0      |
| 2013–14                 | ЦСКА (Москва)           | ПЛ                      | 23        | 0         | КР                 | 3                  | 0                  | ЛЧ                   | 2                    | 0                    | СКР           | 1             | 0             | 29     | 0      |
| 2014–15                 | ЦСКА (Москва)           | ПЛ                      | 30        | 1         | КР                 | 3                  | 0                  | ЛЧ                   | 6                    | 1                    | СКР           | 1             | 0             | 40     | 2      |
| 2015–16                 | ЦСКА (Москва)           | ПЛ                      | 18        | 0         | КР                 | 1                  | 0                  | ЛЧ                   | 5                    | 0                    | -             | -             | -             | 24     | 0      |
| 2016–17                 | ЦСКА (Москва)           | ПЛ                      | 27        | 1         | КР                 | 0                  | 0                  | ЛЧ                   | 5                    | 0                    | СКР           | 0             | 0             | 32     | 1      |
| 2017–18                 | ЦСКА (Москва)           | ПЛ                      | 17        | 1         | КР                 | 0                  | 0                  | ЛЧ+ЛЄ                | 9+2                  | 0                    | -             | -             | -             | 28     | 1      |
| Усього за ЦСКА          | Усього за ЦСКА          | Усього за ЦСКА          | 368       | 9         |                    | 42                 | 0                  |                      | 102                  | 5                    |               | 9             | 0             | 521    | 14     |
| Усього за кар'єру       | Усього за кар'єру       | Усього за кар'єру       | 397       | 9         |                    | 44                 | 0                  |                      | 102                  | 5                    |               | 9             | 0             | 552    | 14     |

### Статистика виступів за збірну
| Дата       | Місто                   | Господарі          | Результат | Гості              | Турнір             | Голи | Примітки  |
| ---------- | ----------------------- | ------------------ | --------- | ------------------ | ------------------ | ---- | --------- |
| 7-6-2003   | Базель                  | Швейцарія          | 2 – 2     | Росія              | Відбір до ЧЄ 2004  | -    |           |
| 20-8-2003  | Москва                  | Росія              | 1 – 2     | Ізраїль            | товариський матч   | -    | 46'       |
| 26-3-2005  | Вадуц                   | Ліхтенштейн        | 1 – 2     | Росія              | Відбір до ЧС 2006  | -    |           |
| 30-3-2005  | Таллінн                 | Естонія            | 1 – 1     | Росія              | Відбір до ЧС 2006  | -    |           |
| 4-6-2005   | Санкт-Петербург         | Росія              | 2 – 0     | Латвія             | Відбір до ЧС 2006  | -    |           |
| 8-6-2005   | Менхенгладбах           | Німеччина          | 2 – 2     | Росія              | товариський матч   | -    |           |
| 3-9-2005   | Москва                  | Росія              | 2 – 0     | Ліхтенштейн        | Відбір до ЧС 2006  | -    |           |
| 7-9-2005   | Москва                  | Росія              | 0 – 0     | Португалія         | Відбір до ЧС 2006  | -    |           |
| 8-10-2005  | Москва                  | Росія              | 5 – 1     | Люксембург         | Відбір до ЧС 2006  | -    | 78'       |
| 12-10-2005 | Братислава              | Словаччина         | 0 – 0     | Росія              | Відбір до ЧС 2006  | -    | 87'       |
| 1-3-2006   | Москва                  | Росія              | 0 – 1     | Бразилія           | товариський матч   | -    |           |
| 27-5-2006  | Альбасете               | Іспанія            | 0 – 0     | Росія              | товариський матч   | -    |           |
| 16-8-2006  | Москва                  | Росія              | 1 – 0     | Латвія             | товариський матч   | -    | 51'       |
| 7-10-2006  | Москва                  | Росія              | 1 – 1     | Ізраїль            | Відбір до ЧЄ 2008  | -    |           |
| 11-10-2006 | Санкт-Петербург         | Росія              | 2 – 0     | Естонія            | Відбір до ЧЄ 2008  | -    |           |
| 15-11-2006 | Скоп'є                  | Північна Македонія | 0 – 2     | Росія              | Відбір до ЧЄ 2008  | -    |           |
| 7-2-2007   | Амстердам               | Нідерланди         | 4 – 1     | Росія              | товариський матч   | -    | 46' 90+2' |
| 2-6-2007   | Санкт-Петербург         | Росія              | 4 – 0     | Андорра            | Відбір до ЧЄ 2008  | -    |           |
| 6-6-2007   | Загреб                  | Хорватія           | 0 – 0     | Росія              | Відбір до ЧЄ 2008  | -    |           |
| 22-8-2007  | Москва                  | Росія              | 2 – 2     | Польща             | товариський матч   | -    | 46'       |
| 8-9-2007   | Москва                  | Росія              | 3 – 0     | Північна Македонія | Відбір до ЧЄ 2008  | 1    |           |
| 12-9-2007  | Лондон                  | Англія             | 3 – 0     | Росія              | Відбір до ЧЄ 2008  | -    |           |
| 17-10-2007 | Москва                  | Росія              | 2 – 1     | Англія             | Відбір до ЧЄ 2008  | -    | 14' 46'   |
| 17-11-2007 | Тель-Авів               | Ізраїль            | 2 – 1     | Росія              | Відбір до ЧЄ 2008  | -    | 68'       |
| 21-11-2007 | Андорра-ла-Велья        | Андорра            | 0 – 1     | Росія              | Відбір до ЧЄ 2008  | -    | 38'       |
| 26-3-2008  | Бухарест                | Румунія            | 3 – 0     | Росія              | товариський матч   | -    | 65'       |
| 23-5-2008  | Москва                  | Росія              | 6 – 0     | Казахстан          | товариський матч   | -    | 56'       |
| 28-5-2008  | Бурггаузен (Альтеттінг) | Росія              | 2 – 1     | Сербія             | товариський матч   | -    | 46'       |
| 4-6-2008   | Бурггаузен (Альтеттінг) | Литва              | 1 – 4     | Росія              | товариський матч   | -    |           |
| 14-6-2008  | Зальцбург               | Греція             | 0 – 1     | Росія              | ЧЄ 2008 - 1-й етап | -    | 87'       |
| 26-6-2008  | Відень                  | Росія              | 0 – 3     | Іспанія            | ЧЄ 2008 - півфінал | -    |           |
| 11-10-2008 | Дортмунд                | Німеччина          | 2 – 1     | Росія              | Відбір до ЧС 2010  | -    | 69'       |
| 15-10-2008 | Москва                  | Росія              | 3 – 0     | Фінляндія          | Відбір до ЧС 2010  | -    |           |
| 28-3-2009  | Москва                  | Росія              | 2 – 0     | Азербайджан        | Відбір до ЧС 2010  | -    |           |
| 1-4-2009   | Вадуц                   | Ліхтенштейн        | 0 – 1     | Росія              | Відбір до ЧС 2010  | -    |           |
| 10-6-2009  | Гельсінкі               | Фінляндія          | 0 – 3     | Росія              | Відбір до ЧС 2010  | -    |           |
| 12-8-2009  | Москва                  | Росія              | 2 – 3     | Аргентина          | товариський матч   | -    | 70'       |
| 5-9-2009   | Санкт-Петербург         | Росія              | 3 – 0     | Ліхтенштейн        | Відбір до ЧС 2010  | 1    | 58'       |
| 9-9-2009   | Кардіфф                 | Уельс              | 1 – 3     | Росія              | Відбір до ЧС 2010  | -    |           |
| 10-10-2009 | Москва                  | Росія              | 0 – 1     | Німеччина          | Відбір до ЧС 2010  | -    |           |
| 14-11-2009 | Москва                  | Росія              | 2 – 1     | Словенія           | Відбір до ЧС 2010  | -    |           |
| 18-11-2009 | Марибор                 | Словенія           | 1 – 0     | Росія              | Відбір до ЧС 2010  | -    |           |
| 3-3-2010   | Дьєр                    | Угорщина           | 1 – 1     | Росія              | товариський матч   | -    | 83'       |
| 11-8-2010  | Санкт-Петербург         | Росія              | 1 – 0     | Болгарія           | товариський матч   | -    |           |
| 3-9-2010   | Андорра-ла-Велья        | Андорра            | 0 – 2     | Росія              | Відбір до ЧЄ 2012  | -    |           |
| 7-9-2010   | Москва                  | Росія              | 0 – 1     | Словаччина         | Відбір до ЧЄ 2012  | -    |           |
| 8-10-2010  | Дублін                  | Ірландія           | 2 – 3     | Росія              | Відбір до ЧЄ 2012  | -    |           |
| 12-10-2010 | Скоп'є                  | Північна Македонія | 0 – 1     | Росія              | Відбір до ЧЄ 2012  | -    |           |
| 17-11-2010 | Воронеж                 | Росія              | 0 – 2     | Бельгія            | товариський матч   | -    | 46'       |
| 9-2-2011   | Абу-Дабі                | Іран               | 1 – 0     | Росія              | товариський матч   | -    |           |
| 26-3-2011  | Єреван                  | Вірменія           | 0 – 0     | Росія              | Відбір до ЧЄ 2012  | -    |           |
| 29-3-2011  | Доха                    | Катар              | 1 – 1     | Росія              | товариський матч   | -    |           |
| 4-6-2011   | Санкт-Петербург         | Росія              | 3 – 1     | Вірменія           | Відбір до ЧЄ 2012  | -    | 90+3'     |
| 7-6-2011   | Вальс-Зіценгайм         | Росія              | 0 – 0     | Камерун            | товариський матч   | -    | 46'       |
| 10-8-2011  | Москва                  | Росія              | 1 – 0     | Сербія             | товариський матч   | -    | 41'       |
| 2-9-2011   | Москва                  | Росія              | 1 – 0     | Північна Македонія | Відбір до ЧЄ 2012  | -    |           |
| 6-9-2011   | Москва                  | Росія              | 0 – 0     | Ірландія           | Відбір до ЧЄ 2012  | -    |           |
| 7-10-2011  | Жиліна                  | Словаччина         | 0 – 1     | Росія              | Відбір до ЧЄ 2012  | -    |           |
| 11-10-2011 | Москва                  | Росія              | 6 – 0     | Андорра            | Відбір до ЧЄ 2012  | 1    |           |
| 11-11-2011 | Пірей                   | Греція             | 1 – 1     | Росія              | товариський матч   | -    | 46'       |
| 29-2-2012  | Копенгаген              | Данія              | 0 – 2     | Росія              | товариський матч   | -    |           |
| 15-8-2012  | Москва                  | Росія              | 1 – 1     | Кот-д'Івуар        | товариський матч   | -    |           |
| 7-9-2012   | Москва                  | Росія              | 2 – 0     | Північна Ірландія  | Відбір до ЧС 2014  | -    |           |
| 11-9-2012  | Єрусалим                | Ізраїль            | 0 – 4     | Росія              | Відбір до ЧС 2014  | -    |           |
| 12-10-2012 | Москва                  | Росія              | 1 – 0     | Португалія         | Відбір до ЧС 2014  | -    |           |
| 16-10-2012 | Москва                  | Росія              | 1 – 0     | Азербайджан        | Відбір до ЧС 2014  | -    | 57'       |
| 14-11-2012 | Краснодар               | Росія              | 2 – 2     | США                | товариський матч   | -    |           |
| 6-2-2013   | Марбелья                | Росія              | 2 – 0     | Ісландія           | товариський матч   | -    |           |
| 25-3-2013  | Лондон                  | Бразилія           | 1 – 1     | Росія              | товариський матч   | -    |           |
| 7-6-2013   | Лісабон                 | Португалія         | 1 – 0     | Росія              | Відбір до ЧС 2014  | -    |           |
| 14-8-2013  | Белфаст                 | Північна Ірландія  | 1 – 0     | Росія              | Відбір до ЧС 2014  | -    | 74'       |
| 10-9-2013  | Санкт-Петербург         | Росія              | 3 – 1     | Ізраїль            | Відбір до ЧС 2014  | 1    |           |
| 11-10-2013 | Люксембург              | Люксембург         | 0 – 4     | Росія              | Відбір до ЧС 2014  | -    |           |
| 15-10-2013 | Баку                    | Азербайджан        | 1 – 1     | Росія              | Відбір до ЧС 2014  | -    |           |
| 5-3-2014   | Краснодар               | Росія              | 2 – 0     | Вірменія           | товариський матч   | -    |           |
| 26-5-2014  | Санкт-Петербург         | Росія              | 1 – 0     | Словаччина         | товариський матч   | -    |           |
| 31-5-2014  | Осло                    | Норвегія           | 1 – 1     | Росія              | товариський матч   | -    | кап. 74'  |
| 6-6-2014   | Москва                  | Росія              | 2 – 0     | Марокко            | товариський матч   | 1    | кап.      |
| 17-6-2014  | Куяба                   | Росія              | 1 – 1     | Південна Корея     | ЧС 2014 - 1-й етап | -    | кап.      |
| 22-6-2014  | Ріо-де-Жанейро          | Бельгія            | 1 – 0     | Росія              | ЧС 2014 - 1-й етап | -    | кап.      |
| 26-6-2014  | Куритиба                | Алжир              | 1 – 1     | Росія              | ЧС 2014 - 1-й етап | -    | кап.      |
| 3-9-2014   | Хімки                   | Росія              | 4 – 0     | Азербайджан        | товариський матч   | -    | кап.      |
| 8-9-2014   | Хімки                   | Росія              | 4 – 0     | Ліхтенштейн        | Відбір до ЧЄ 2016  | -    | кап.      |
| 9-10-2014  | Стокгольм               | Швеція             | 1 – 1     | Росія              | Відбір до ЧЄ 2016  | -    | кап.      |
| 12-10-2014 | Москва                  | Росія              | 1 – 1     | Молдова            | Відбір до ЧЄ 2016  | -    | кап.      |
| 15-11-2014 | Відень                  | Австрія            | 1 – 0     | Росія              | Відбір до ЧЄ 2016  | -    |           |
| 18-11-2014 | Будапешт                | Угорщина           | 1 – 2     | Росія              | товариський матч   | -    | 46'       |
| 27-3-2015  | Подгориця               | Чорногорія         | 0 – 3     | Росія              | Відбір до ЧЄ 2016  | -    |           |
| 31-3-2015  | Хімки                   | Росія              | 0 – 0     | Казахстан          | товариський матч   | -    | кап. 22'  |
| 14-6-2015  | Москва                  | Росія              | 0 – 1     | Австрія            | Відбір до ЧЄ 2016  | -    | 12'       |
| 5-9-2015   | Москва                  | Росія              | 1 – 0     | Швеція             | Відбір до ЧЄ 2016  | -    |           |
| 8-9-2015   | Вадуц                   | Ліхтенштейн        | 0 – 7     | Росія              | Відбір до ЧЄ 2016  | -    |           |
| 29-3-2016  | Сен-Дені                | Франція            | 4 – 2     | Росія              | товариський матч   | -    |           |
| 1-6-2016   | Інсбрук                 | Чехія              | 2 – 1     | Росія              | товариський матч   | -    | кап. 64'  |
| 5-6-2016   | Монако                  | Сербія             | 1 – 1     | Росія              | товариський матч   | -    | кап.      |
| 11-6-2016  | Марсель                 | Англія             | 1 – 1     | Росія              | ЧЄ 2016 - 1-й етап | 1    | кап.      |
| 15-6-2016  | Лілль                   | Росія              | 1 – 2     | Словаччина         | ЧЄ 2016 - 1-й етап | -    | кап.      |
| 20-6-2016  | Тулуза                  | Уельс              | 3 – 0     | Росія              | ЧЄ 2016 - 1-й етап | -    | 46'       |
| 31-8-2016  | Анталія                 | Туреччина          | 0 – 0     | Росія              | товариський матч   | -    | кап.      |
| 6-9-2016   | Москва                  | Росія              | 1 – 0     | Гана               | товариський матч   | -    | кап.      |
| 9-10-2016  | Краснодар               | Росія              | 3 – 4     | Коста-Рика         | товариський матч   | -    | кап.      |
| Усього     |                         | Матчів (5 місце)   | 101       |                    | Голів              | 5    |           |